# Atanazy Terlecki
Atanazy, nazwisko świeckie Terlecki (zm. 1592) – biskup prawosławny I Rzeczypospolitej.

## Życiorys
Urząd arcybiskupa połockiego, witebskiego i mścisławskiego sprawował w latach 1588–1592. Nie angażował się w przygotowania do unii kościelnej między Kościołami katolickim i prawosławnym, nie brał udziału w synodach, w czasie których po raz pierwszy część prawosławnych hierarchów Rzeczypospolitej wyraziła chęć przyjęcia katolicyzmu z zachowaniem obrządku bizantyńskiego, w tym w dwóch synodach w Bełzie w 1590.